# Tyberiusz (imię)
Tyberiusz – imię męskie pochodzenia łacińskiego, należące do nielicznej grupy najstarszych imion rzymskich (imion właściwych, praenomen, por. Marek, Serwiusz, Aulus, Maniusz, Gajusz, Lucjusz, Publiusz, Tytus), wywodzące się od imienia bóstwa opiekuńczego rzeki Tyber, a mianowicie Tiberis. Kościół katolicki notuje kilku świętych patronów tego imienia.
Tyberiusz imieniny obchodzi 24 kwietnia.
Znane osoby noszące to imię:
- cesarz Tyberiusz
- Tyberiusz Klaudiusz Neron, arystokrata, ojciec cesarza Tyberiusza
- Tyberiusz Klaudiusz Gemellus
- Tyberiusz Grakchus
- Tyberiusz II Konstantyn
- Tyberiusz III, cesarz bizantyjski
- Tyberiusz Juliusz Aleksander
- Tiberio Pacca, włoski dyplomata, wysoki urzędnik Państwa Kościelnego
- Tyberiusz Kowalczyk, polski strongman oraz zawodnik MMA

Postaci fikcyjne:
- James Tiberius Kirk